# Nicola Muscat
Nicola Muscat, née le 25 juin 1994, est une nageuse maltaise. Elle a participé aux 50 mètres nage libre lors des Jeux olympiques d'été de 2012 à Londres. Elle réalise un temps de 27,22 secondes lors des éliminatoires.
Elle participe également au 50 mètres nage libre lors des Jeux olympiques d'été de 2016 à Rio de Janeiro, avec un temps de 26,60 secondes lors des éliminatoires.